# Bãi Phúc Nguyên
Bãi Phúc Nguyên hay bãi cạn Phúc Nguyên, bãi ngầm Phúc Nguyên (tiếng Anh: Prince Consort Bank; tiếng Trung: 西卫滩; bính âm: Xīwèi tān, Hán-Việt: Tây Vệ than) là một cụm rạn san hô ở phía nam Biển Đông. Tại đây Việt Nam cho lắp đặt cấu trúc thép có tên là nhà giàn DK1 và giao cho Tiểu đoàn DK1 trực thuộc Bộ Tư lệnh Vùng 2 Hải quân kiểm soát.
Việt Nam tuyên bố bãi Phúc Nguyên nằm trên thềm lục địa phía nam, không thuộc quần đảo Trường Sa và bác bỏ sự gán ghép bãi này vào quần đảo Trường Sa. Đài Loan và Trung Quốc quan niệm bãi này thuộc quần đảo Nam Sa.

## Địa lý
Bãi Phúc Nguyên là một cụm rạn san hô nằm cách đất liền Việt Nam hơn 200 hải lý về phía đông nam, cách bãi Quế Đường 30 hải lý về phía tây tây bắc, cách bãi Phúc Tần 26 hải lý về phía tây nam. Rạn dài 20 km theo trục bắc-nam và rộng 14 km theo trục tây-đông. Diện tích phần mặt bằng rạn quan sát được là 9,53 km². Bãi này sâu ít nhất là 18 m ở rìa tây bắc, có những chỗ sâu 22–24 m.

## Hoạt động của con người
Nhà giàn
Về mặt hành chính, bãi Phúc Nguyên thuộc phạm vi quản hạt của tỉnh Bà Rịa – Vũng Tàu. Người ta lắp đặt cấu trúc thép gọi là nhà giàn DK1 kể từ năm 1990. Về sau, mẫu nhà giàn được thiết kế lại, rộng rãi và vững chắc hơn, có kết cấu liên hoàn theo mẫu giàn khoan nước sâu. Hiện có một nhà giàn còn đang hoạt động, ký hiệu DK1/15 hay còn gọi là nhà giàn Phúc Nguyên 2, được hoàn thành vào tháng 4 năm 1995. Trong quá khứ, có hai nhà giàn khác từng tồn tại nhưng đã bị bão phá hủy, gồm:
- Nhà giàn DK1/6 (hay nhà giàn Phúc Nguyên): hoàn thành ngày 10 tháng 11 năm 1990, bị bão phá hủy đêm 4 tháng 12 năm 1990.
- Nhà giàn 2A/DK1/6 (hay nhà giàn Phúc Nguyên 2A): hoàn thành 17 tháng 4 năm 1995 trên cơ sở của nhà giàn DK1/6 cũ, bị bão phá hủy sáng ngày 13 tháng 12 năm 1998.

Binh sĩ đồn trú thuộc biên chế Tiểu đoàn DK1, lúc đầu thuộc Lữ đoàn 171 Hải quân Nhân dân Việt Nam, về sau trực thuộc Bộ Tư lệnh Vùng 2 Hải quân. Vụ việc ngày 13 tháng 12 năm 1998 đã gây thiệt hại nhân mạng của một sĩ quan và hai chiến sĩ.
Hải đăng
Hải đăng tại bãi Phúc Nguyên có chiều cao tháp đèn là 23 m, ánh sáng trắng, chớp nhóm 2, chu kỳ 8 giây.

## Các yêu sách

### Nội dung yêu sách
Việt Nam
Việt Nam cho rằng, căn cứ Điều 60 Công ước Liên Hợp Quốc về Luật biển năm 1982 (UNCLOS 1982) quy định về các đảo nhân tạo, thiết bị và công trình trong vùng đặc quyền kinh tế và Điều 80 quy định về các đảo nhân tạo, thiết bị và công trình ở thềm lục địa, Việt Nam có đặc quyền tiến hành xây dựng, cho phép và quy định việc xây dựng, khai thác và sử dụng đảo nhân tạo, các thiết bị và công trình dùng vào mục đích được trù định ở Điều 56 của UNCLOS 1982 hoặc các mục đích kinh tế khác trong vùng đặc quyền kinh tế và thềm lục địa. Việt Nam tuyên bố không cố ý biến các bãi ngầm ở thềm lục địa phía nam nước này [trong đó có bãi Phúc Nguyên] thành đảo nổi và không gán ghép chúng vào quần đảo Trường Sa, đồng thời bác bỏ sự gán ghép này.
Trung Quốc
Năm 1935, Trung Hoa Dân quốc xuất bản "Biểu đối chiếu tên gọi Hoa-Anh các đảo thuộc Nam Hải Trung Quốc", trong đó phiên âm tên tiếng Anh Prince Consort Bank sang tiếng Trung là 比鄰康索灘 (bãi Bỉ Lân Khang Tác). Năm 1947, Bộ Nội vụ Trung Hoa Dân quốc đổi tên tiếng Trung của bãi này thành 西衛灘 (bãi Tây Vệ). Tên gọi Tây Vệ được Cộng hòa Nhân dân Trung Hoa (Trung Quốc) tiếp tục công nhận và sử dụng từ năm 1983. Trung Quốc xem bãi Phúc Nguyên là một phần của quần đảo Nam Sa, đồng thời xem quần đảo Nam Sa là bộ phận lãnh thổ bất khả phân của Trung Quốc.

### Công pháp quốc tế
- Khác với đảo, thực thể chìm ngập dưới biển không phải là đối tượng để các quốc gia tuyên bố chủ quyền một cách riêng rẽ, trừ khi chứng minh được chúng nằm trong vùng nước lịch sử hoặc nằm trong vùng đặc quyền kinh tế của thực thể khác.[10][11][12]
- Thềm lục địa không phải là bộ phận của lãnh thổ quốc gia, nói cách khác quốc gia ven biển không có chủ quyền đối với thềm lục địa.[13] Theo Điều 77 UNCLOS 1982, quốc gia ven biển chỉ thực hiện các quyền thuộc chủ quyền về mặt thăm dò và khai thác tài nguyên thiên nhiên của mình. Việc quốc gia ven biển thực thi quyền chủ quyền không được gây thiệt hại đến hàng hải hay các quyền và các tự do khác của các quốc gia khác đã được UNCLOS thừa nhận. Theo Điều 79 UNCLOS 1982, các quốc gia khác có quyền lắp đặt dây cáp và ống dẫn ngầm ở thềm lục địa nhưng cần được sự thỏa thuận của quốc gia ven biển.[14]